# Sejmik powiatowy
Sejmik powiatowy – zgromadzenie wyborcze szlachty istniejące w Księstwie Warszawskim, zaborze pruskim i Królestwie Polskim, na ziemiach włączonych do Imperium Rosyjskiego oraz organ przedstawicielski szczebla powiatowego istniejący w II Rzeczypospolitej.
W Księstwie Warszawskim sejmik powiatowy był zgromadzeniem wyborczym szlachty i wybierał posła na Sejm. Łącznie funkcjonowało 100 sejmików, a dzięki większej ich liczbie niż zgromadzeń gminnych (które wybierały deputowanych nieszlacheckich) zapewniała szlachcie większość w Sejmie. Po upadku Napoleona sejmiki w podobnym kształcie zostały przeniesione do ustroju Królestwa Polskiego.
W zaborze pruskim sejmiki powiatowe (Kreisstände) powołano w latach 1828–1829. Były one oparte na podziale stanowym, który uprzywilejowywał szlachtę. W Prusach Zachodnich w 1872 roku, a w Poznańskim w 1904 roku, wprowadzono w wyborach do sejmików system kurialny, oparty na podziale majątkowym i opozycji miasto/wieś oraz zwiększono znacznie kompetencje sejmików, tworząc wydział powiatowy jako organ wykonawczy sejmiku (w Poznańskim od 1889 roku). Od 1875 w Prusach Zachodnich sejmiki powiatowe oraz rady miast wydzielonych wybierały swoich przedstawicieli do sejmów prowincjonalnych (w Poznańskim od 1889 roku).
Samorząd powiatowy w Królestwie odtworzono pod okupacją austriacko-niemiecką w 1917 roku. W II Rzeczypospolitej początkowo funkcjonowały one na podstawie dekretów Naczelnika Państwa z 5 grudnia 1918 roku o tymczasowej ordynacji wyborczej do sejmików powiatowych i 4 lutego 1919 roku o tymczasowej ordynacji powiatowej dla obszarów Polski byłego zaboru rosyjskiego. Do kompetencji sejmików powiatowych należały zarząd majątkiem powiatowu, budowa i utrzymanie dróg, nadzór nad sprawami przemysłu, handlu, rolnictwa i ochrony zdrowia, tworzenie placówek medycznych, dobroczynność, wspieranie oświaty i kultury społeczeństwa. Początkowo funkcjonowały według ustawodawstwa państw zaborczych, a dopiero ustawą z 1933 roku o częściowej zmianie ustroju samorządu terytorialnego ich organizacja została ujednolicona. W II RP sejmik powiatowy był organem uchwałodawczym i kontrolnym i stanowił reprezentację przedstawicieli gmin wiejskich i miast należących do powiatu (większe miasta były wydzielone jako osobne powiaty). Gminy i miasta wybierały po dwóch przedstawicieli z gminy wiejskiej i w zależności od wielkości miasta do pięciu przedstawicieli z miasta. Początkowo kadencja sejmiku trwała 3 lata, a na mocy ustawy z 1933 roku wydłużono ją do pięciu lat. Sejmik kontrolował działalność innych organów samorządu powiatowego oraz podległych mu gmin i miast, a jego ciałem wykonawczym był wydział powiatowy, w skład którego wchodzili starosta jako przewodniczący i 6 członków wybranych przez sejmik. Ze względu na zapisaną w ustawodawstwie decydującą rolę starosty samorząd powiatowy był sterowany przez administrację państwową, ponadto sejmiki pozostawały pod kontrolą administracji wojewódzkiej, która miała prawo rozwiązywać zarówno sejmiki, jak i wydziały powiatowe, a także zawieszać każdą ich uchwałę.